# محمد شفیع کازرونی
محمد شفیع کازرونی، عالم جامع شیعی قرون سیزدهم و چهاردهم است.

## زندگینامه

### تولد و پرورش
در ۱۲۷۰ در کازرون متولد شد و تحت تربیت پدرش سید محمد تقی موسوی از زاهدان و عابدان بزرگ عصر خویش پرورش یافت.

### یادگیری فقه و اصول
در ۱۲۹۱ با پدرش به بوشهر رفت و از آنجا به عتبات عراق مشرف گردید و در سامرا نزد سید محمدحسن شیرازی (۱۲۳۰ـ۱۳۱۲) معروف به «میرزای بزرگ» به تحصیل فقه و اصول پرداخت و از شاگردان سرشناس میرزا شد.

### مهارت خاص در پزشکی
کازرونی در طب نیز اطلاعات وسیعی کسب کرد به طوری که معالجات عجیبی از او مشاهده می‌شد.

### تدریس
وی در حوزة درس عده‌ای از فضلا از جمله میرزاعلی آقا فرزند میرزای شیرازی نیز حاضر می‌شد و تا ۱۳۱۰ در سامرا بود و همان سال به بوشهر رفت. در بوشهر به تدریس و نشر احکام پرداخت و مرجع امور مردم از خاص و عام گردید.

### مرگ و به خاک سپاری
در ۱۳۲۹ با خانواده اش به زیارت عتبات رفت و در نجف بیمار شد و روز هفتم ربیع‌الاول همان سال وفات یافت و در وادی السلام به خاک سپرده شد. وی در فقه و اصول بسیار متبحر بود و تألیفاتی از او باقی‌مانده است.

## فرزند
فرزندش سید محمدتقی از فضلای سرشناس به شمار می‌رفت و از شاگردان میرزا محمدتقی شیرازی و علا مه حاج حسن کبه بود. فرزند دیگر کازرونی سید محمد مهدی نه ماه پس از پدر در سامرا درگذشت و همانجا مدفون شد (آقابزرگ طهرانی ۱۴۰۴ جزء۱ قسم ۲ ص ۸۴۰ـ۸۴۱ همو ۱۳۶۲ش ص ۱۴۷ـ۱۴۸).